# The Rolling Stones Rock and Roll Circus
The Rolling Stones Rock and Roll Circus – album The Rolling Stones nagrany w dniach 11-12 grudnia 1968, a wydany w 1996.
W poszukiwaniu oryginalnego sposobu promocji nowo wydanego albumu Beggars Banquet, Mick Jagger wymyślił projekt imprezy na żywo z motywem cyrku. Do nagrania zostali zaproszeni goście, którzy również mieli być wykonawcami, wśród których był John Lennon (z Yoko Ono), The Who, Eric Clapton (świeżo po rozpadzie Cream), Taj Mahal i  Marianne Faithfull, ówczesna dziewczyna Jaggera. Specjalnie na tę okazję, Lennon, Clapton, Keith Richards i Mitch Mitchell (The Jimi Hendrix Experience) stworzyli grupę The Dirty Mac, która wykonała między innymi utwór „Yer Blues”.
Mick Jagger nie był jednak zadowolony z poziomu nagrania The Rolling Stones, i planował dalszą pracą na nim, jednak śmierć Briana Jonesa w lipcu 1969 spowodowała niedokończenie projektu.
Podczas nagrań do „The Rolling Stones Rock and Roll Circus”, założyciel zespołu The Rolling Stones – Brian Jones, po raz ostatni przed śmiercią wystąpił publicznie ze Stonesami.
„The Rolling Stones Rock and Roll Circus” został wydany w październiku 1996 r. przez firmę ABKCO, a 2004 r. ukazało się wydanie DVD.

## Lista utworów
| 1.  | Mick Jagger zapowiedź Rock and Roll Circus                                       | 0:25  |
|     |                                                                                  |       |
| 2.  | „Entry of the Gladiators” (Julius Fučík)                                         | 0:55  |
|     |                                                                                  |       |
| 3.  | Mick Jagger zapowiada Jethro Tull                                                | 0:11  |
|     |                                                                                  |       |
| 4.  | Jethro Tull – „A Song for Jeffrey”                                               | 3:26  |
|     |                                                                                  |       |
| 5.  | Keith Richards zapowiada The Who                                                 | 0:07  |
|     |                                                                                  |       |
| 6.  | The Who – „A Quick One, While He's Away” (Pete Townshend)                        | 7:33  |
|     |                                                                                  |       |
| 7.  | „Over the Waves” (Juventino Rosas)                                               | 0:45  |
|     |                                                                                  |       |
| 8.  | Taj Mahal – „Ain't That a Lot of Love” (Homer Banks/Willie Dean „Deanie” Parker) | 3:48  |
|     |                                                                                  |       |
| 9.  | Charlie Watts zapowiada Marianne Faithfull                                       | 0:06  |
|     |                                                                                  |       |
| 10. | Marianne Faithfull – „Something Better” (Gerry Goffin/Barry Mann)                | 2:32  |
|     |                                                                                  |       |
| 11. | Mick Jagger i John Lennon zapowiadają The Dirty Mac                              | 1:05  |
|     |                                                                                  |       |
| 12. | The Dirty Mac – „Yer Blues” (Lennon/McCartney)                                   | 4:27  |
|     |                                                                                  |       |
| 13. | The Dirty Mac, Yoko Ono, i Ivry Gitlis – „Whole Lotta Yoko” (Yoko Ono)           | 4:49  |
|     |                                                                                  |       |
| 14. | John Lennon zapowiada The Rolling Stones / „Jumpin’ Jack Flash”                  | 3:35  |
|     |                                                                                  |       |
| 15. | „Parachute Woman”                                                                | 2:59  |
|     |                                                                                  |       |
| 16. | „No Expectations”                                                                | 4:13  |
|     |                                                                                  |       |
| 17. | „You Can't Always Get What You Want”                                             | 4:24  |
|     |                                                                                  |       |
| 18. | „Sympathy for the Devil”                                                         | 8:49  |
|     |                                                                                  |       |
| 19. | „Salt of the Earth”                                                              | 4:57  |
|     |                                                                                  |       |
|     |                                                                                  | 59:06 |
|     |                                                                                  |       |